# فریده هاشمی
فریده هاشمی سیاستمدار اهل ایران و نماینده مجلس شورای ملی بود.
نام پدرش ابوطالب(سید یوسف هاشمی) بود. بانو هاشمی نماینده مجلس شورای ملی ایران در دوره بیست و چهارم (از ۱۳۵۴ تا ۱۳۵۷ خورشیدی) از حوزه انتخابی آذربایجان شرقی، شهر سرآب بود. وی همچنین مدیر مدرسه راهنمایی ششم بهمن سرآب بود. پس از انقلاب اسلامی، اموالش توسط حکومت جمهوری اسلامی مصادره شد.